# F-Jugend
Die F-Jugend (auch F-Junioren oder U9 genannt) ist eine Klasseneinteilung der zweitjüngsten Gruppe von Jugendsportlern, beispielsweise im Fußball oder Handball.
In der Regel beträgt das Alter dieser Sportler 7 bis 9 Jahre (in der Saison 2025/26 sind dies die Geburtsjahrgänge 2017 und 2018).
Die jüngeren Sportler spielen altersgemäß in der G-Jugend, die Älteren in der E-Jugend, D-Jugend, C-Jugend, B-Jugend und A-Jugend.

## Fußball
Beim Fußball sind der F-Jugend auch gemischte Mannschaften (Jungen und Mädchen) zugelassen.
Bei den F-Junioren spricht man, genau wie bei der E-Jugend, auch vom 6+1. Sechs Feldspieler und ein Torwart zweier Mannschaften spielen gegeneinander. Schon bei den Sieben- bis Achtjährigen gibt es taktische Grundprinzipien. Es ist sehr empfehlenswert schon in dieser Altersklasse damit zu beginnen. Spieleröffnung und Pressingvarianten sind auf jeden Fall spielerisch einzuüben. Dies darf aber nicht in Trockenübungen stattfinden, sondern sollte Teil des Abschlussspiels sein. Der Schwerpunkt der Trainingsarbeit bei den F-Jugendlichen muss aber trotz aller taktischer Einführung auf der technischen und koordinativen Ausbildung liegen. Und alles am besten mit viel Torschuss.